# 奧伊爾鎮區 (印地安納州佩里縣)
奧伊爾鎮區（英語：Oil Township）是位於美國印地安納州佩里縣的一個行政鎮區。

## 地方資料
根據2010年美國人口普查的數據，奧伊爾鎮區的面積為172.50平方千米，當中陸地面積為171.90平方千米，而水域面積為0.60平方千米。當地共有人口2546人，而人口密度為每平方千米14.76人。